# Nyckelväktarna
Nyckelväktarna är en svensk fantasyserie av Julia Sandström som gavs ut 2008–2011.
Sandström började skriva på serien efter att hon vunnit en skrivtävling för ungdomar. Första boken i serien, På ödets vingar gavs ut 2008.

## Böcker i serien
- På ödets vingar (2008)
- Så långt vingarna bär (2009)
- Under vingarnas skugga (2010)
- Till sista vingslaget (2011)

## Handling
Historien utspelar sig i en annan värld i vilket det existerar en människoliknande art med vingar kallad karíter som även besitter den magiska förmågan att förvandla sig till olika djur. Människorna och karíterna är båda barn till samma gudinna men gick olika vägar och blev två olika raser. Människorna gick till väst och levde i länderna Hidala, Yderia och Metara. Karíterna flög till öst och levde på ön Karitya. Tidigare i världens historia utspelade sig ett krig mellan karíterna och människorna. Under kriget utbröt inbördeskrig bland karíterna. Konfliktens orsak var om karíterna skulle använda De fyra nycklarna till Bergets port och släppa ut de monster som finns därinne för att utrota människorna eller inte. I sista stund valde karíternas kejsare att skicka iväg nycklarna med fyra utvalda Nyckelväktare som gömde sig bland människorna. Karíterna förlorade kriget och alla människor som försökt hjälpa dem vinna kriget blev instängda i Utlandet, som omringades av en magisk mur. När böckernas handling utspelar sig flera år senare försöker en organisation bland karíterna, kallad De avskydda, att få tag på nycklarna igen. För att förhindra att människorna utplånas skickar kejsarens order Bevararna sina trupper för att varna Nyckelväktarna.

## Huvudpersoner
Till huvudpersonerna i böckerna hör Shanzoc, en karít och bevarare, som är den sista överlevande i sin trupp. Han har i uppdrag att varna och rädda Nyckelväktarna från De avskydda. Shanzoc måste leva i sin människoform för att kunna ta sig fram obemärkt i människornas land. Efter att ha skadat vingarna kan han heller inte förvandlas tillbaka till karít.
Comíl och Liva, två unga människobarn som har förlorat alla sina släktingar och vänner och tvingas följa med Shanzoc på hans resa att varna och rädda alla Nyckelväktare, är andra viktiga personer i böckerna.